# Bouy
Bouy település Franciaországban, Marne megyében. Lakosainak száma 536 fő (2022. január 1.). Bouy Les Grandes-Loges, Livry-Louvercy, Mourmelon-le-Grand, Vadenay, La Veuve és La Neuville-au-Temple községekkel határos.

## Népesség
A település népességének változása:
| Lakosok száma | 364  | 356  | 393  | 449  | 530  | 552  | 567  | 575  | 562  | 536  |
|               | 1968 | 1982 | 1990 | 2006 | 2013 | 2015 | 2017 | 2019 | 2020 | 2022 |